# Свіні Шрінер
Свіні Шрінер (англ. Sweeney Schriner; 30 листопада 1911, Саратов — 4 липня 1990, Калгарі) — канадський хокеїст, що грав на позиції крайнього нападника.
Член Зали слави хокею з 1962 року. Володар Кубка Стенлі. Провів понад 500 матчів у Національній хокейній лізі.

## Родина
Свіні за походженням німець, ще у дитинстві його батькі переїхали з Російської імперії до Канади.

## Ігрова кар'єра
Хокейну кар'єру розпочав 1928 року.
Протягом професійної клубної ігрової кар'єри, що тривала 14 років, захищав кольори команд «Нью-Йорк Амеріканс» та «Торонто Мейпл-Ліфс».
Загалом провів 543 матчі в НХЛ, включаючи 59 ігор плей-оф Кубка Стенлі.

## Нагороди та досягнення
- Пам'ятний трофей Колдера — 1935.
- Володар Кубка Стенлі в складі «Торонто Мейпл-Ліфс» — 1942, 1945.
- Перша команда всіх зірок НХЛ — 1936, 1941.
- Друга команда всіх зірок НХЛ — 1937.

Входить до числа 100 найкращих гравців НХЛ за версією журналу The Hockey News під 91-м номером.

## Статистика
| Сезон        | Клуб                 | Ліга         | Регулярний сезон | Регулярний сезон | Регулярний сезон | Регулярний сезон | Регулярний сезон | Плей-оф | Плей-оф | Плей-оф | Плей-оф | Плей-оф |
| Сезон        | Клуб                 | Ліга         | І                | Г                | П                | О                | ШХ               | І       | Г       | П       | О       | ШХ      |
| ------------ | -------------------- | ------------ | ---------------- | ---------------- | ---------------- | ---------------- | ---------------- | ------- | ------- | ------- | ------- | ------- |
| 1928–29      | «Калгарі Канадіанс»  | CCJHL        | —                | —                | —                | —                | —                | —       | —       | —       | —       | —       |
| 1929–30      | «Калгарі Канадіанс»  | CCJHL        | —                | —                | —                | —                | —                | —       | —       | —       | —       | —       |
| 1929–30      | «Калгарі Канадіанс»  | МК           | —                | —                | —                | —                | —                | 5       | 2       | 0       | 2       | 8       |
| 1930–31      | «Калгарі Канадіанс»  | CCJHL        | 2                | 2                | 0                | 2                | 0                | —       | —       | —       | —       | —       |
| 1930–31      | «Калгарі Канадіанс»  | МК           | —                | —                | —                | —                | —                | 8       | 10      | 4       | 14      | 19      |
| 1931–32      | «Калгарі Бронкс»     | АШХЛ         | 18               | 19               | 3                | 22               | 32               | 3       | 1       | 2       | 3       | 0       |
| 1931–32      | «Калгарі Бронкс»     | Кубок Аллана | —                | —                | —                | —                | —                | 11      | 8       | 5       | 13      | 12      |
| 1932–33      | «Калгарі Бронкс»     | АШХЛ         | 15               | 22               | 4                | 26               | 8                | 5       | 3       | 1       | 4       | 6       |
| 1932–33      | «Калгарі Бронкс»     | Кубок Аллана | —                | —                | —                | —                | —                | 2       | 2       | 2       | 4       | 2       |
| 1933–34      | «Сірак'юс Старс»     | ІХЛ          | 44               | 17               | 11               | 28               | 28               | 4       | 0       | 0       | 0       | 0       |
| 1934–35      | «Нью-Йорк Амеріканс» | НХЛ          | 48               | 18               | 22               | 40               | 6                | —       | —       | —       | —       | —       |
| 1935–36      | «Нью-Йорк Амеріканс» | НХЛ          | 48               | 19               | 26               | 45               | 8                | 5       | 3       | 1       | 4       | 2       |
| 1936–37      | «Нью-Йорк Амеріканс» | НХЛ          | 48               | 21               | 25               | 46               | 17               | —       | —       | —       | —       | —       |
| 1937–38      | «Нью-Йорк Амеріканс» | НХЛ          | 48               | 21               | 17               | 38               | 22               | 6       | 1       | 0       | 1       | 0       |
| 1938–39      | «Нью-Йорк Амеріканс» | НХЛ          | 48               | 13               | 31               | 44               | 20               | 2       | 0       | 0       | 0       | 30      |
| 1939–40      | «Торонто Мейпл-Ліфс» | НХЛ          | 39               | 11               | 15               | 26               | 10               | 9       | 1       | 3       | 4       | 4       |
| 1940–41      | «Торонто Мейпл-Ліфс» | НХЛ          | 48               | 24               | 14               | 38               | 6                | 7       | 2       | 1       | 3       | 4       |
| 1941–42      | «Торонто Мейпл-Ліфс» | НХЛ          | 47               | 20               | 16               | 36               | 21               | 13      | 6       | 3       | 9       | 10      |
| 1942–43      | «Торонто Мейпл-Ліфс» | НХЛ          | 37               | 19               | 17               | 36               | 13               | 4       | 2       | 2       | 4       | 0       |
| 1943–44      | Calgary Combines     | WCSHL        | 10               | 9                | 9                | 18               | 14               | 3       | 3       | 2       | 5       | 4       |
| 1943–44      | Vancouver St. Regis  | ТХЛ          | —                | —                | —                | —                | —                | 3       | 6       | 3       | 9       | 0       |
| 1944–45      | «Торонто Мейпл-Ліфс» | НХЛ          | 26               | 22               | 15               | 37               | 10               | 13      | 3       | 1       | 4       | 4       |
| 1945–46      | «Торонто Мейпл-Ліфс» | НХЛ          | 47               | 13               | 6                | 19               | 15               | —       | —       | —       | —       | —       |
| 1948–49      | «Реджайна Кепіталс»  | WCSHL        | 36               | 26               | 27               | 53               | 30               | 8       | 10      | 2       | 12      | 0       |
| 1948–49      | «Реджайна Кепіталс»  | Кубок Аллана | —                | —                | —                | —                | —                | 14      | 3       | 8       | 11      | 18      |
| Усього в НХЛ | Усього в НХЛ         | Усього в НХЛ | 484              | 201              | 204              | 405              | 148              | 59      | 18      | 11      | 29      | 54      |